# Théodule-Armand Ribot
Pour les articles homonymes, voir Ribot.
Ne doit pas être confondu avec Théodule Ribot (peintre).
Théodule Armand Ferdinand Constant Ribot, né à Guingamp le 18 décembre 1839 et mort à Paris (5ème) le 9 décembre 1916, est un philosophe et professeur au Collège de France. Il est généralement considéré comme le fondateur de la psychologie comme science autonome en France. Il crée en 1876 la Revue philosophique dont il devient directeur.

## Biographie
Théodule Ribot étudie au lycée de Saint-Brieuc, puis entre dans l'administration. Deux ans plus tard, il abandonne ses fonctions et s'installe à Paris. En 1862, il est admis à l'École normale supérieure. Il est agrégé de philosophie en 1866.
Il est nommé professeur de philosophie au lycée Impérial de Vesoul, puis au lycée de Laval. Las des insuffisances de l'enseignement officiel et suspect d'anticléricalisme,, il prend un congé en 1872, et retourne à Paris pour se consacrer à ses recherches en psychologie expérimentale. Le 13 juin 1873, il soutient en Sorbonne une thèse de doctorat ès lettres intitulée L'Hérédité : étude psychologique sur ses phénomènes, ses lois, ses causes, ses conséquences. Cette thèse, en rupture avec les théories dominantes de l’Université, fait grand bruit et attire nombre de spectateurs : étudiants, journalistes, députés, hommes de lettres.
En 1885, il est chargé du premier cours de psychologie expérimentale à la Sorbonne avant d'obtenir en 1889 une chaire, créée à son intention, de psychologie expérimentale et comparée au Collège de France.

## Distinctions
- Officier de la Légion d'honneur (1912)

## Œuvre
Dans La Psychologie anglaise contemporaine (1870) et La Psychologie allemande contemporaine (1879), Ribot présente au public français les résultats de la psychologie expérimentale de l'époque et milite pour une séparation de la psychologie et de la philosophie et pour l'application des méthodes de la physiologie et des sciences naturelles aux phénomènes de l'esprit et des sentiments.
Théodule Ribot a réussi à obtenir que l'enseignement de la psychologie ait une reconnaissance universitaire en France. Sa thèse L'Hérédité des caractères psychologiques permet à la psychologie d’entrer à la faculté : il occupe ainsi dès sa création la chaire de psychologie expérimentale au Collège de France, et peut aider Henri Beaunis à créer le premier laboratoire français de psychologie expérimentale. Il crée la Revue philosophique de la France et de l'étranger, qui permet de faire connaître et de soutenir le développement de cette nouvelle science en France.
Il conçoit ainsi les sentiments comme des effets, ou mieux, selon lui, comme l'objectivation des activités de l'organisation physiologique lorsque celle-ci réagit par exemple à des représentations : le sentiment n'est pas ainsi la cause que nous rougissons, que notre cœur palpite, etc., il est cette activité de l'organisme en tant qu'elle est observable. Ribot s'oppose donc de cette manière entièrement aux conceptions intellectualistes, et pose l'hypothèse que la vie affective (physiologique) est première. Il pose la loi de progression de l’amnésie (appelée aussi loi de régression de la mémoire), qui va toujours « du plus nouveau au plus ancien, du plus complexe au plus simple, du volontaire à l’automatique, du moins organisé au mieux organisé ». Il différencie également la mémoire en différentes aptitudes (qu’il compare à des services d’une administration, tous chargés d’une tâche précise), par exemple la mémoire des savoir-faire et la mémoire des savoirs. Il entrevoit enfin les différences entre mémoire épisodique (instable) et mémoire sémantique, et logique affective et logique rationnelle (idées explorées par la suite par Endel Tulving et Antonio Damasio).
Il consacre de nombreuses recherches à l'observation clinique dans les institutions psychiatriques qui débouchent sur la publication des Maladies de la mémoire (1881), des Maladies de la volonté (1885) et des Maladies de la personnalité (1883).

The Litthle Milkmaid, 1865 - Cleveland Museum of Art
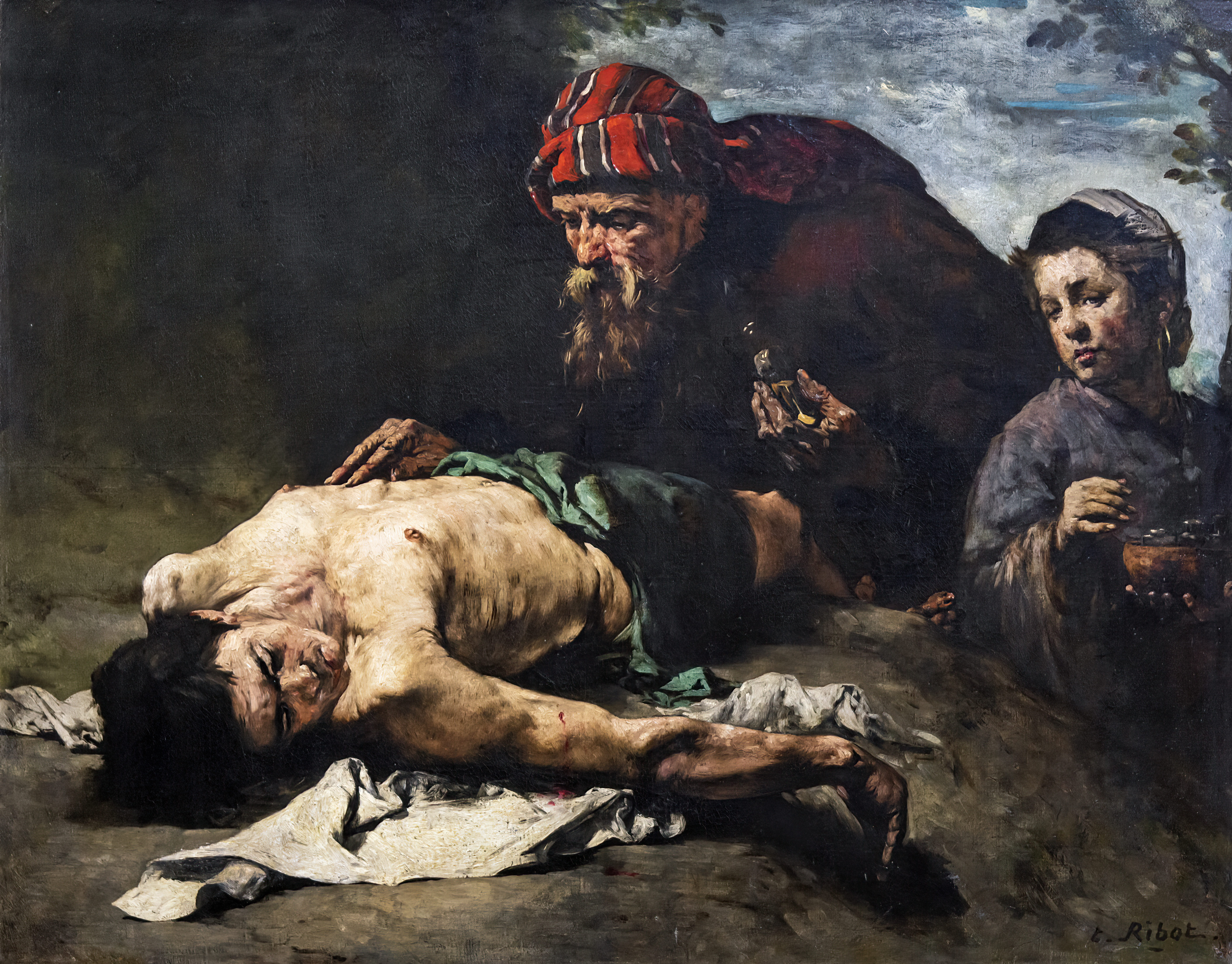
Le Bon Samaritain, 1870 - PAU Musée des Beaux-Arts
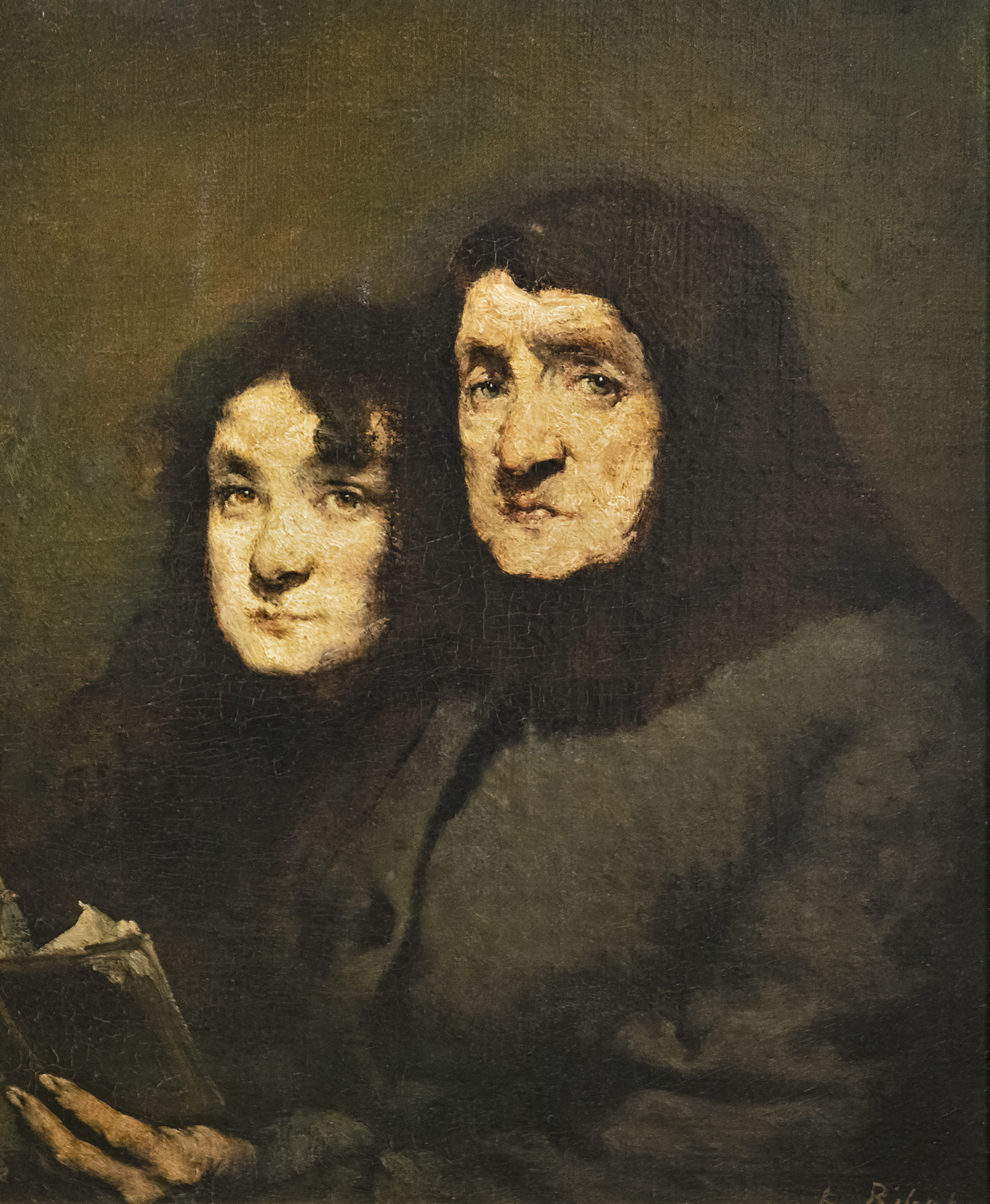
Portrait de Louise Ribot (Lien parental non établi) et de sa mère, 1885 - Glasgow Burrel Collection
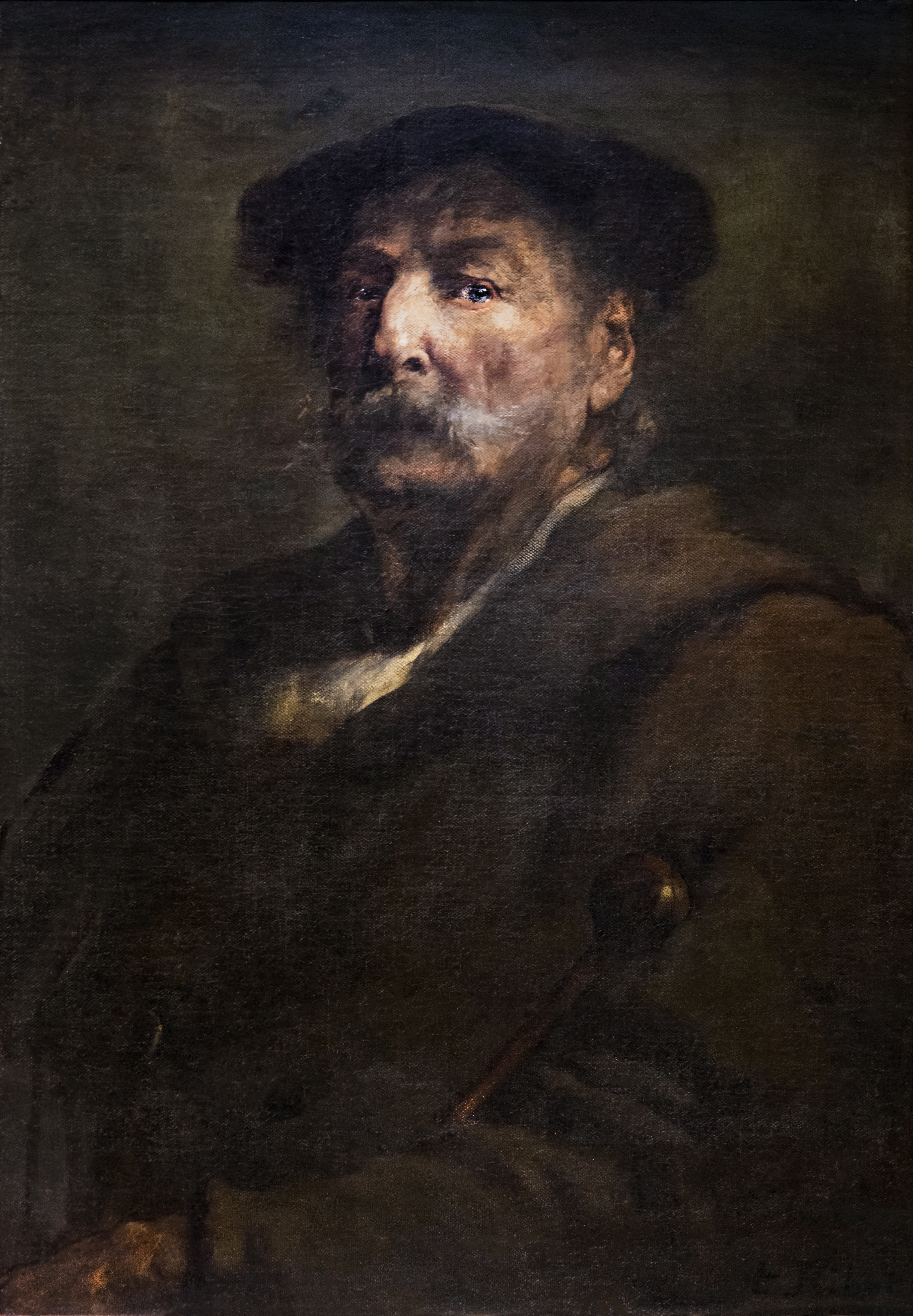
Autoportrait 1887-1890 - Paris Musée d'Orsay

## L'imagination créatrice
Analysée dans son Essai sur l'imagination créatrice (1900). Il en distingue huit :
- l'imagination plastique ;
- l'imagination diffluente ;
- l'imagination mystique ;
- l'imagination scientifique ;
- l'imagination pratique et mécanique ;
- l'imagination commerciale ;
- l'imagination militaire (à laquelle Ribot ne consacre que quelques pages, tout en insistant sur le fait qu'« il y aurait lieu de l'étudier, mais qu'il faudrait un homme de métier ») ;
- l'imagination utopique.

## Ouvrages
- La Psychologie anglaise contemporaine (1870), , dernière réédition 2002.
- L'Hérédité – Étude psychologique, Éd. Germer Baillière, coll. « Bibliothèque de philosophie contemporaine » (1873) .
- La Philosophie de Schopenhauer (1874).
- La Psychologie allemande contemporaine : école expérimentale, Éd. Germer Baillière, coll. « Bibliothèque de philosophie contemporaine » (1879), , dernière réédition 2003.
- Les Maladies de la mémoire, Éd. Germer Baillière, coll. « Bibliothèque de philosophie contemporaine » (1881), dernière réédition 2005.
- Les Maladies de la volonté, Éd. Germer Baillière, coll. « Bibliothèque de philosophie contemporaine » (1883), vingt-cinquième édition 1909 , dernière réédition 2002.
- Les Maladies de la personnalité, Félix Alcan, coll. « Bibliothèque de philosophie contemporaine » (1885), dernière réédition 2001.
- La Psychologie du raisonnement : recherches expérimentales par l’hypnotisme (1886), dernière réédition 2005.
- La Psychologie de l'attention (1889).
- Psychologie des grands calculateurs et des joueurs d’échecs (1894), dernière réédition 2005
- La Psychologie des sentiments, Félix Alcan, coll. « Bibliothèque de philosophie contemporaine » (1896).
- L’Évolution des idées générales, Félix Alcan, coll. « Bibliothèque de philosophie contemporaine » (1897) , cinquième édition 1919
- Essai sur l'imagination créatrice (1900)
- La Suggestibilité (1900), dernière réédition 2005.
- Les Obsessions et la Psychasthénie (1903), dernière réédition 2005.
- L’Étude expérimentale de l’intelligence (1903), dernière réédition 2004.
- La Logique des sentiments (1904)
- Essai sur les passions (1906).
- Problèmes de psychologie affective, Félix Alcan, coll. « Bibliothèque de philosophie contemporaine » (1910) .
- La Vie inconsciente et les mouvements (1914),  et sur Wikisource.
- Les Médications psychologiques (1919), dernière réédition 2007.